# Морено, Дарио
Дари́о Море́но Ле́рга (исп. Darío Moreno Lerga; род. 12 апреля 1988, Алькой) — испанский политик. Нынешний мэр города Сагунто (с 15 июня 2019 года) и член Испанской социалистической рабочей партии (ИСРП).

## Биография
Получив высшее образование в области права и делового администрирования и управления, он начал политическую карьеру в совете юстиции, внутренних дел и государственного управления правительства Валенсийского сообщества, в качестве руководителя советника Габриэла Браво. В 2019 году он возглавил список избирателей социалистической муниципальной группы в Сагунто, набрав семь членов городского совета и правя в коалиции с Объединёнными левыми и Compromís. Благодаря политике Морено, направленной на совместные с Женералитетом Валенсии действия по переквалификации земель сельхозназначения в промышленные зоны, в Валенсии были созданы 27 000 новых рабочих мест, а бюджет Сагунто увеличен на 14%, за счёт инвестиций компании Фольксваген в строительство первого в Южной Европе завода по производству аккумуляторов.